# Vladan Lipovina
Vladan Lipovina (Cetinje, Crna Gora, 7. ožujka 1993.) je crnogorski rukometaš i nacionalni reprezentativac koji igra na poziciji desnog vanjskog.

## Karijera
Lipovina je rukometnu karijeru započeo u domaćem Lovćenu da bi je nastavio u španjolskoj Ciudad Encantadi u kojoj je te sezone bio treći najbolji strijelac Asobal lige. Poslije toga je jedno kraće vrijeme igrao za Metalurg ali je zbog loše financijske situacije u skopskom klubu sporazumno raskinuo ugovor.
2014. godine igrač potpisuje za njemačkog bundesligaša HSG Wetzlara a u njemu ostaje do siječnja 2017. kada seli u emiratski Al-Nasr iz Dubaija. Time je povećao koloniju balkanskih igrača u toj zemlji a istaknuo se kao prvi strijelac tamošnjeg prvenstva. Nakon emiratske avanture, Lipovina se vraća u Bundesligu te potpisuje jednogodišnji ugovor s TV Hüttenbergom. Te sezone istaknuo se kao treći najbolji desni bek prvenstva što mu je omogućilo transfer u Löwen. Uz njega, klub se pojačao dovevši i Jespera Nielsena, Steffena Fätha, Iliju Abutovića te Jannika Kohlbachera.
Od sezone 2018./19. Vladan igra za Balingen-Weilstetten.
Lipovina je za crnogorsku reprezentaciju nastupao na Europskim prvenstvima 2014., 2016., 2018. i 2020. iako je krajem ožujka 2017. domaćem izborniku Đukiću i sportskom direktoru Đuričiću objavio da ne želi igrati za nacionalni tim zbog lošeg odnosa i kaotičnog stanja koje vlada kod Lavova.

## Vanjske poveznice
- Profil rukometaša na službenim web stranicama EHF-a  Arhivirana inačica izvorne stranice od 12. siječnja 2020. (Wayback Machine)